# Geopyxis
Geopyxis es un género de hongos en la familia Pyronemataceae. El género posee una distribución amplia. Estudios filogenéticos moleculares realizados en el 2007 indican que el género no es monofilético.

## Especies
Según Index Fungorum del 2015, existen 26 especies reconocidas de Geopyxis:
- Geopyxis acetabularioides
- Geopyxis alba
- Geopyxis albocinerea
- Geopyxis alpina
- Geopyxis bambusicola
- Geopyxis carbonaria
- Geopyxis carnea
- Geopyxis cavinae
- Geopyxis diluta
- Geopyxis expallens
- Geopyxis flavidula
- Geopyxis foetida
- Geopyxis granulosa
- Geopyxis grossegranulosa
- Geopyxis korfii
- Geopyxis majalis
- Geopyxis moelleriana
- Geopyxis nebulosoides
- Geopyxis patellaris
- Geopyxis pellucida
- Geopyxis pulchra
- Geopyxis pusilla
- Geopyxis radicans
- Geopyxis rapuloides
- Geopyxis rehmii
- Geopyxis striatospora
- Geopyxis vulcanalis